# Sentraltind
Sentraltind (of Centraltind, Vestre Styggedalstind) is een berg niet ver van Turtagrø in de provincie Sogn og Fjordane in Noorwegen.
Het behoort tot het gebergte Hurrungane, Jotunheimen. Het is een van de hoogste bergen van Noorwegen.
Sentraltind ligt tussen de Store Skagastølstind en de Styggedalstind.